# 氫氣海洋行星

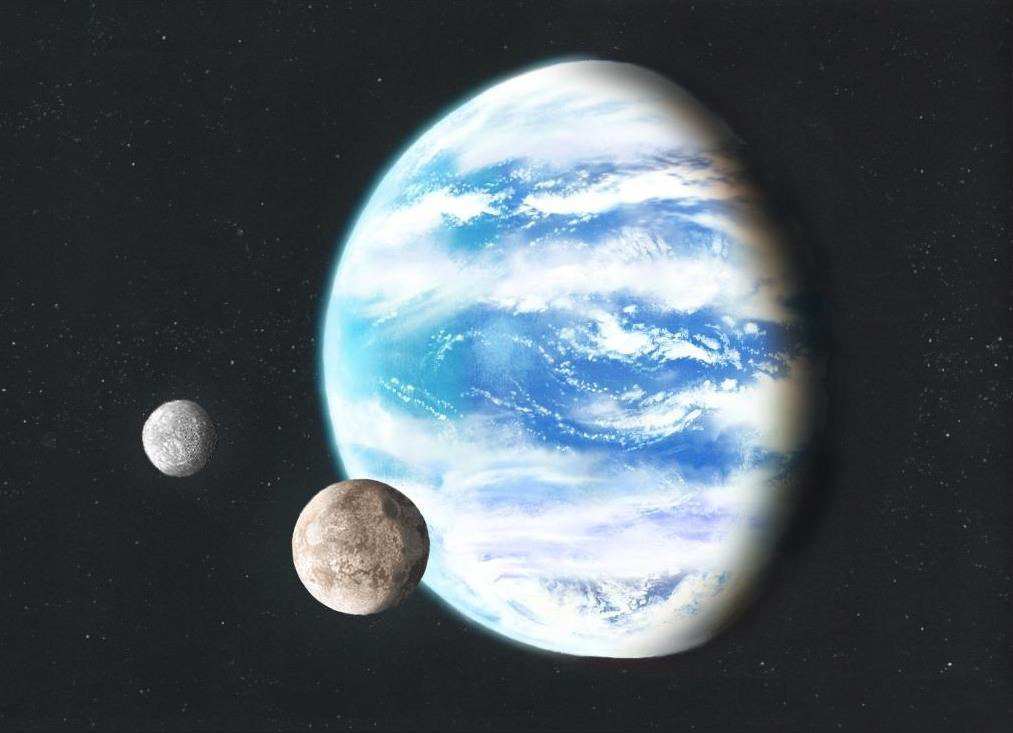
擁有兩個天然衛星的氫氣海洋星球的藝術假想圖。

氫氣海洋行星(英語：Hycean planet，Hycean 是由 hydrogen 和 ocean 兩個英文字合成一個新名詞），是一種假設的宜居行星，描述為熱的、由水覆蓋表面的行星，它的大氣層含有大量氫氣，可能能夠孕育生命。據研究人員稱，根據行星密度，氫氣海洋行星可能包括類地的超級地球以及迷你海王星(如K2-18b)，因此，預計系外行星種群中的數量會很多。 氫氣海洋行星可能“比之前考慮的宜居行星要大得多，半徑為2.6 R⊕(2.3 R⊕)，質量為10 M⊕(5 M⊕)”。此外，此類行星的宜居帶(HZ)可能“比類地行星的HZ寬得多”。地球望遠鏡和太空望遠鏡可能很快就會研究海斯行星的生命印跡，例如計劃於 2021 年晚些時候發射的詹姆斯·韋伯太空望遠鏡 (JWST)。